# Atotech
Atotech ist ein internationales Spezialchemie-Unternehmen mit Hauptsitz in Berlin, Deutschland.
Atotech ist einer der weltweit führenden Anbieter von Spezialchemie-Prozessen und -Anlagen für die Leiterplatten-, Chipträger- und Halbleiterindustrie (Electronics) sowie die dekorative und funktionelle Oberflächenveredelung (General Metal Finishing).
Das Unternehmen wurde im Jahr 1993 gegründet, als die Elf Atochem-Gruppe ihren Geschäftsbereich M&T Harshaw mit der Schering-Galvanotechniksparte fusionierte.
Der größte Wettbewerber ist MacDermid Enthone, die Spezialchemie Division von Element Solutions.

## Geschichte
Als Teil der „Schering-Galvanotechniksparte“ gehen die Wurzeln von Atotech zurück bis ins Jahr 1895, als Schering ein Verfahren für die Laugung von Gold und Silber durch Kaliumcyanid patentieren ließ. Im Jahr 1901 entstand die Galvanotechniksparte und produzierte Salzmischungen für die Lagerung von Metallen – Markenname Trisalyt.
1936 entwickelte die Galvanotechniksparte den ersten „schnellen“ Elektrolyten – „Copper Trisalyt Extra Rapid“ – und das Glanz-Zink-Bad „Brillant“. Die Erfolge dieser Innovationen führten zu der Errichtung der ersten Abteilung für den Galvanotechnikanlagenbau.
Im Jahr 1951 eröffnete die Schering AG die Galvanotechniksparte in Feucht, Deutschland, wo Atotech bis heute seine Hauptproduktionsstätte für Anlagen hat. 1989 bezog die Galvanotechniksparte eine neue Betriebsstätte in Berlin, Deutschland.
Im Jahr 1993 verkaufte die Schering AG ihre Galvanotechniksparte an das französische Chemieunternehmen ELF Atochem. Die ELF Atochem-Gruppe fusionierte ihren M&T Harshaw Zweigbetrieb mit der Galvanotechniksparte der Schering AG und gründete so die Atotech Deutschland GmbH. Über die Fusion der beiden französischen Konzerne ELF und TOTAL wurde Atotech im Jahr 2000 Teil von TotalFinaElf.
Nach der Schaffung von Fertigungsstätten und Service-Centern in Deutschland folgten weitere Produktions- und Servicenetzwerke in anderen europäischen Ländern, in Asien sowie in Nord- und Südamerika.
Heute besteht Atotechs Kerngeschäft aus der dekorativen und funktionalen Oberflächenveredelung, den Leiterplatten als auch den Komplementärgebieten elektronischer Materialien, Chipträger- und Halbleitertechnologien. Das Unternehmen bietet spezialangefertigte Produktionssysteme und lokalen Service für Kunden auf der ganzen Welt.
Ende 2016 wurde Atotech von Total als letzte Spezialchemie-Tochter an den US-Finanzinvestor Carlyle Group verkauft.
Am 4. Februar 2021 hat Atotech den Börsengang am New York Stock Exchange vollzogen und ist dort mit dem Ticker-Symbol ATC gelistet.
Im Juli 2021 haben Atotech und MKS Instruments bekannt gegeben, dass MKS Instruments Atotech durch eine 5.1-Milliarden-Dollar-Transaktion in bar und in Aktien erwirbt.

## Produkte
Atotech bietet Spezialchemie-Prozesse und -Anlagen für
- die Leiterplattenindustrie,
- die Chipträgerindustrie,
- die Halbleiterindustrie,
- die dekorative und funktionale Oberflächenveredelung (dekorative Beschichtungen, Korrosionsschutzschichten, Chemisch Nickel, Hartchrom, funktionelle Beschichtungen für die Elektronikindustrie).[11]